# Шјер
Шјер (фр. Chiers) је река у Француској. Дуга је 112 km. Улива се у Мезу. 